# Sebastian Stan
Sebastian Stan (sinh ngày 13 tháng 8 năm 1982) là một nam diễn viên người Mỹ gốc Romania. Anh đã được công nhận với vai diễn Bucky Barnes / Winter Soldier trong loạt phim truyền thông Vũ trụ Điện ảnh Marvel, bắt đầu với Captain America: The First Avenger (2011). Anh tiếp tục tham gia các phim Captain America: The Winter Soldier (2014), Captain America: Civil War (2016), Avengers: Infinity War (2018), Avengers: Endgame (2019); và miniseries The Falcon and the Winter Soldier (2021).
Trên truyền hình, Stan đã đóng vai Carter Baizen trong Gossip Girl, Hoàng tử Jack Benjamin trong Kings, Jefferson trong Once Upon a Time, và T.J. Hammond trong Political Animals. Bộ phim sau đó đã mang về cho anh ấy một đề cử cho Giải thưởng truyền hình do các nhà phê bình lựa chọn cho Nam diễn viên phụ xuất sắc nhất trong một bộ phim / tiểu thuyết. Trong các bộ phim, anh đóng vai chính trong bộ phim hài kịch Ricki và The Flash của Jonathan Demme và phim khoa học viễn tưởng The Martian của Ridley Scott (cả hai năm 2015). Năm 2017, anh đóng vai Jeff Gillooly trong bộ phim tiểu sử I, Tonya và vào năm 2022, anh nhận được sự hoan nghênh của giới phê bình khi đóng vai Tommy Lee trong miniseries tiểu sử Pam & Tommy.

## Đầu đời
Stan sinh ra ở Constanța, România. Cha mẹ anh ly hôn khi anh mới hai tuổi. Khi lên tám, Stan và mẹ chuyển đến Vienna, Áo, nơi bà được làm việc như một nghệ sĩ dương cầm, sau Cách mạng România. Bốn năm sau, họ chuyển đến Rockland County, New York, sau khi mẹ anh kết hôn với hiệu trưởng một trường học ở Hoa Kỳ. Anh lớn lên trong Nhà thờ Chính thống România.
Trong những năm Stan học tại trường Rockland, anh đóng vai chính trong các vở kịch bao gồm Harvey, Cyrano de Bergerac, Little Shop of Horrors, Over Here!, và West Side Story. Anh ấy cũng đã tham dự trại hè Stagedoor Manor, nơi anh ấy được chọn tham gia nhiều tác phẩm trại. Sau đó, anh quyết định nghiêm túc với diễn xuất và bắt đầu đăng ký tham gia các chương trình diễn xuất tại một số trường đại học. Anh theo học Trường Nghệ thuật Mason Gross của Đại học Rutgers, nơi đã cho anh cơ hội dành một năm ở nước ngoài để học diễn xuất tại Nhà hát Shakespeare's Globe ở London, Anh. Anh tốt nghiệp trường Rutgers vào năm 2005. Stan trở thành công dân Hoa Kỳ vào năm 2002.

## Sự nghiệp
Sau khi xuất hiện trong bộ phim 71 Fragment of a Chronology of Chance năm 1994, sự nghiệp của Stan bắt đầu một cách nghiêm túc vào năm 2003 với một vai diễn trong Law & Order. Tiếp theo là một số lần xuất hiện trong phim, bao gồm Tony n' Tina's Wedding, The Architect và The Covenant, trước khi anh kiếm được một vai định kỳ trong Gossip Girl với vai Carter Baizen, bắt đầu vào năm 2007. Stan đã đóng vai chính trong loạt phim Kings năm 2009 với tư cách là Jack Benjamin. Năm 2010, anh xuất hiện trong bộ phim ballet Black Swan của Darren Aronofsky và trong bộ phim hài Hot Tub Time Machine với vai phản diện Blaine. Năm 2011, anh đóng vai Bucky Barnes trong bộ phim Captain America: The First Avenger, dựa trên nhân vật cùng tên của Marvel Comics. Mặc dù đây là bộ phim đầu tiên của anh ấy trong nhượng quyền thương mại, nó không phải là một phần của hợp đồng chín bức ảnh mà anh ấy có với Marvel Studios. Stan sau đó nói rằng khoảng một tháng sau khi bộ phim được phát hành, anh đã phải vật lộn với việc trả tiền thuê nhà.

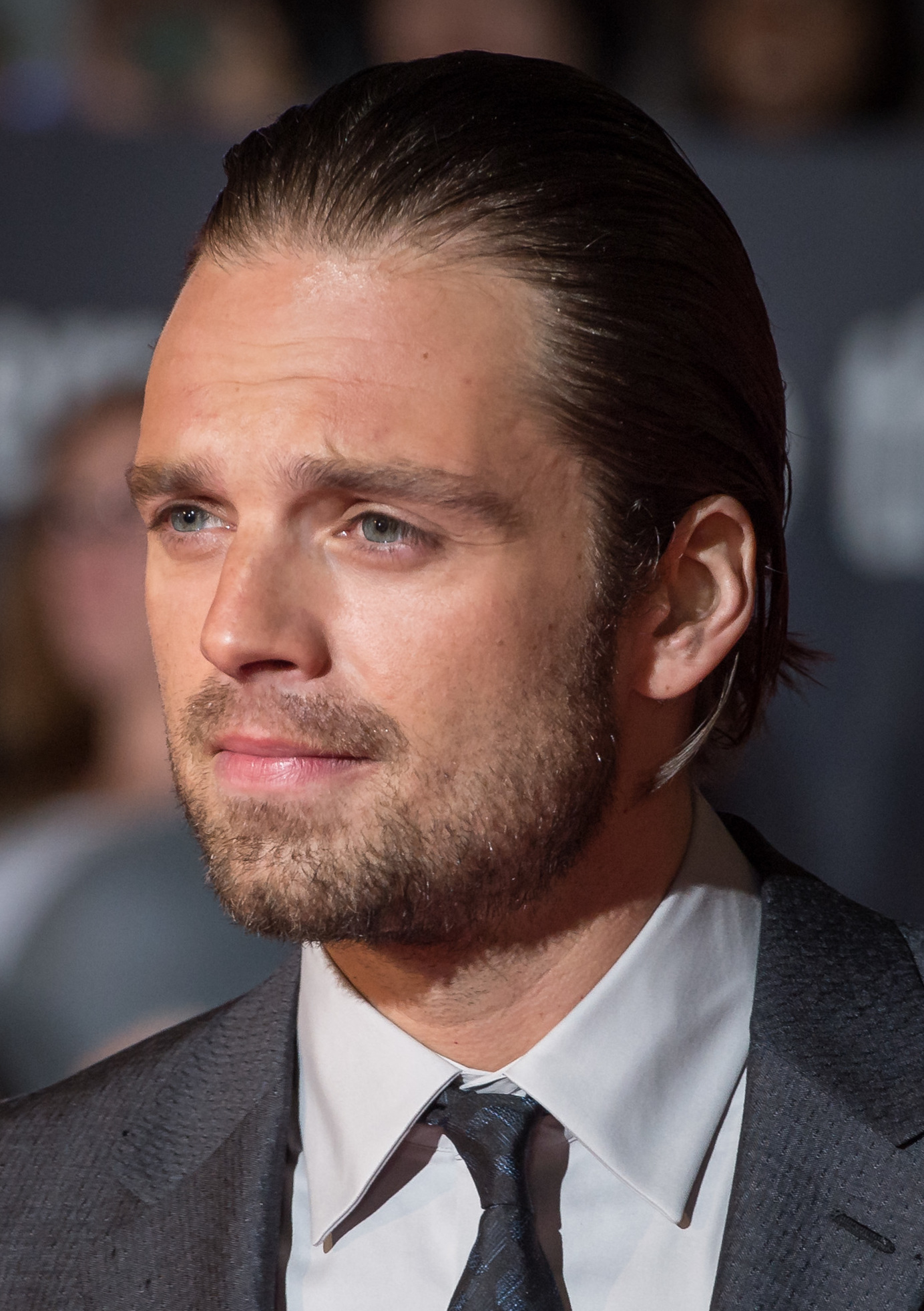
Stan tại Liên hoan phim Quốc tế Toronto 2015.

Năm 2012, anh đóng vai chính trong bộ phim kinh dị Gone, bộ phim kinh dị siêu nhiên The Apparition, và bắt đầu một vai định kỳ trong Once Upon a Time với vai Mad Hatter. The A.V. Club đã mô tả tác phẩm của anh trong "Hat Trick", tập đầu tiên của anh, là "xuất sắc" và xếp tập này vào danh sách 30 tập hay nhất của năm 2012 từ loạt phim không nằm trong danh sách hàng đầu của họ. Ban đầu có thông tin rằng vai diễn này sẽ được tái hiện lại cho loạt phim phụ Once Upon a Time in Wonderland do Stan cam kết với Vũ trụ Điện ảnh Marvel, nhưng Edward Kitsis tiết lộ rằng do phản ứng dữ dội của người hâm mộ và sự tôn trọng đối với màn trình diễn của Stan, nhân vật này sẽ không được tái diễn và loạt phim sẽ tiếp tục mà không có nhân vật này.  Cùng năm, anh cũng xuất hiện trên Mạng lưới Hoa Kỳ miniseries Political Animals với vai người con trai đồng tính gặp rắc rối của cựu Đệ nhất phu nhân,  nhờ đó anh được đề cử Giải thưởng truyền hình do nhà phê bình lựa chọn cho Nam diễn viên phụ xuất sắc nhất trong phim. / Miniseries . Năm 2013, Stan đóng vai Hal Carter trong vở kịch Cuộc dã ngoại của William Inge do Công ty Nhà hát Roundabout sản xuất tại Nhà hát American Airlines ở New York. 
Vào năm 2014, Stan đã thể hiện lại vai diễn Bucky Barnes, hiện được gọi là Winter Soldier, trong bộ phim đầu tiên trong hợp đồng chín bộ phim của anh, Captain America: The Winter Soldier. Năm 2015, anh đóng vai Joshua Brummel trong Ricki and the Flash, đồng thời đóng vai chính trong The Martian với vai nhà khoa học NASA, Tiến sĩ Chris Beck và The Bronze với vai Lance Tucker. Stan tái diễn vai Winter Soldier trong Ant Man năm 2015 bằng cách xuất hiện khách mời, và Captain America: Civil War vào năm 2016. Năm 2017, Stan đóng vai chính tay đua NASCAR Dayton White trong bộ phim hài caper của Steven Soderbergh Logan Lucky, thủ vai Jeff Gillooly trong bộ phim tiểu sử I, Tonya của Craig Gillespie, và đóng vai chính trong bộ phim truyền hình I'm Not Here.

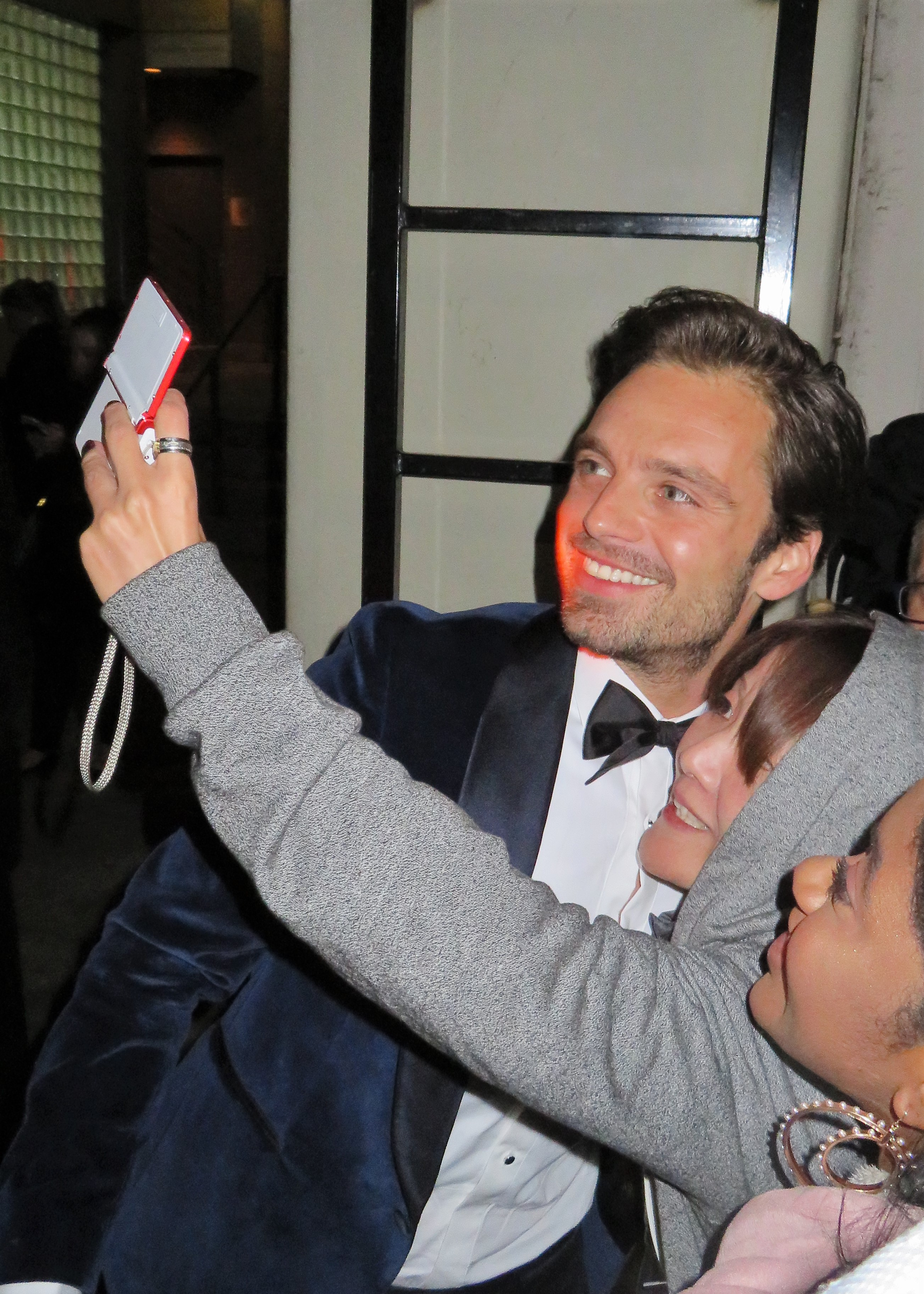
Stan tại buổi ra mắt I, Tonya năm 2017.

Vào năm 2018, Stan một lần nữa thủ vai Bucky Barnes trong cả Black Panther, với vai trò khách mời không được công nhận và trong Avengers: Infinity War. Sau đó, anh xuất hiện đối diện với Nicole Kidman trong bộ phim kinh dị Destroyer. Stan đóng vai Charles Blackwood trong We Have Always Lived in the Castle, chuyển thể từ tiểu thuyết cùng tên của Shirley Jackson. Bộ phim đầu tiên của Stan trong năm 2019 là Avengers: Endgame, phát hành vào tháng 4, trong đó anh thể hiện lại vai diễn của mình là Bucky Barnes / Winter Soldier. Bộ phim thứ hai trong năm của anh ấy, Endings, Beginnings, được công chiếu tại Liên hoan phim quốc tế Toronto vào tháng Chín.
Stan đóng vai nhân vật chính Scott Huffman trong bộ phim truyền hình Chiến tranh Việt Nam The Last Full Measure, được phát hành vào tháng 1 năm 2020. Ngoài ra, Stan còn xuất hiện trong Monday và The Chain. Vào tháng 2 năm 2019, anh ấy thay thế bạn diễn Marvel của mình là Chris Evans trong bộ phim truyền hình The Devil All the Time, công chiếu trên Netflix vào năm 2020. Vào tháng 4 năm 2019, Disney xác nhận một loạt phim truyền hình Marvel với sự tham gia của Stan và Anthony Mackie, được gọi là The Falcon and the Winter Soldier, bắt đầu phát sóng trên Disney+ vào ngày 19 tháng 3 năm 2021, và kéo dài đến hết ngày 23 tháng 4 năm 2021. Vào tháng 5 năm 2019, Stan tham gia dàn diễn viên của bộ phim kinh dị gián điệp The 355, được phát hành vào năm 2022. Stan đóng vai chính tiếp theo trong phim tiểu sử của Hulu Pam & Tommy, và trong phim kinh dị Fresh.

## Công việc từ thiện
Stan là người ủng hộ nhiều tổ chức từ thiện, bao gồm Our Big Day Out, một tổ chức phi lợi nhuận có trụ sở tại România nhằm giúp mang lại cho trẻ em cuộc sống chất lượng cao hơn. Vào tháng 2 năm 2018, anh ấy thay mặt tổ chức cảm ơn người hâm mộ vì đã tham gia gây quỹ và nâng cao nhận thức trên Instagram.
Ông cũng có liên hệ với Ronald McDonald House. Năm 2020, anh tham dự buổi Dạ tiệc ảo đầu tiên của tổ chức từ thiện cùng với bạn diễn Marvel Anthony Mackie. Các tổ chức từ thiện khác được Stan hỗ trợ bao gồm Dramatic Need và Save the Children.

## Danh sách phim

### Điện ảnh
| Năm  | Phim                                   | Vai diễn                      | Ghi chú                                           |
| ---- | -------------------------------------- | ----------------------------- | ------------------------------------------------- |
| 1994 | 71 Fragments of a Chronology of Chance | Kid in Subway                 |                                                   |
| 2004 | Tony n' Tina's Wedding                 | Johnny Nunzio                 |                                                   |
| 2005 | Red Doors                              | Simon                         |                                                   |
| 2006 | The Architect                          | Martin Waters                 |                                                   |
| 2006 | The Covenant                           | Chase Collins                 |                                                   |
| 2007 | The Education of Charlie Banks         | Leo Reilly                    |                                                   |
| 2008 | Rachel Getting Married                 | Walter                        |                                                   |
| 2009 | Spread                                 | Harry                         |                                                   |
| 2010 | Hot Tub Time Machine                   | Blaine                        |                                                   |
| 2010 | Black Swan                             | Andrew / Suitor               |                                                   |
| 2011 | Captain America: The First Avenger     | Bucky Barnes                  |                                                   |
| 2012 | Gone                                   | Billy                         |                                                   |
| 2012 | The Apparition                         | Ben Curtis                    |                                                   |
| 2014 | Captain America: The Winter Soldier    | Bucky Barnes / Winter Soldier |                                                   |
| 2015 | Ant-Man                                | Bucky Barnes / Winter Soldier | Khách mời không được công nhận; cảnh post-credits |
| 2015 | The Bronze                             | Lance Tucker                  |                                                   |
| 2015 | Ricki and the Flash                    | Joshua Brummel                |                                                   |
| 2015 | The Martian                            | Dr. Chris Beck                |                                                   |
| 2016 | Captain America: Civil War             | Bucky Barnes / Winter Soldier |                                                   |
| 2017 | Logan Lucky                            | Dayton White                  |                                                   |
| 2017 | I, Tonya                               | Jeff Gillooly                 |                                                   |
| 2017 | I'm Not Here                           | Steve                         |                                                   |
| 2018 | Destroyer                              | Det. Chris                    |                                                   |
| 2018 | We Have Always Lived in the Castle     | Charles Blackwood             |                                                   |
| 2018 | Black Panther                          | Bucky Barnes / Winter Soldier | Khách mời không được công nhận; cảnh post-credits |
| 2018 | Avengers: Infinity War                 | Bucky Barnes / Winter Soldier |                                                   |
| 2019 | Avengers: Endgame                      | Bucky Barnes / Winter Soldier |                                                   |
| 2019 | Endings, Beginnings                    | Frank                         |                                                   |
| 2019 | The Last Full Measure                  | Scott Huffman                 |                                                   |
| 2020 | The Devil All the Time                 | Lee Bodecker                  |                                                   |
| 2020 | Monday                                 | Mickey                        |                                                   |
| 2022 | The 355                                | Nick Fowler                   |                                                   |
| 2022 | Fresh                                  | Steve                         |                                                   |
| TBA  | Sharper                                | Max                           | Đang quay phim                                    |

### Truyền hình
| Năm     | Tiêu đề                           | Vai diễn                                   | Ghi chú                                                               |
| ------- | --------------------------------- | ------------------------------------------ | --------------------------------------------------------------------- |
| 2003    | Law & Order                       | Justin Capshaw                             | Tập: "Sheltered"                                                      |
| 2007–10 | Gossip Girl                       | Carter Baizen                              | 11 tập                                                                |
| 2009    | Kings                             | Jack Benjamin                              | 13 tập                                                                |
| 2012    | Once Upon a Time                  | Jefferson / The Mad Hatter                 | 6 tập                                                                 |
| 2012    | Political Animals                 | T.J. Hammond                               | Miniseries; 6 tập                                                     |
| 2012    | Labyrinth                         | Will Franklyn                              | Miniseries; 2 tập                                                     |
| 2017    | I'm Dying Up Here                 | Clay Appuzzo                               | Tập: "Pilot"                                                          |
| 2021    | The Falcon and the Winter Soldier | Bucky Barnes / Winter Soldier / White Wolf | Miniseries; 6 tập                                                     |
| 2021    | Marvel Studios: Assembled         | Chính mình                                 | Phim tài liệu; Tập: "The Making of The Falcon and the Winter Soldier" |
| 2021    | What If...?                       | Bucky Barnes / Winter Soldier (lồng tiếng) | 2 tập                                                                 |
| 2022    | Pam & Tommy                       | Tommy Lee                                  | Miniseries; 8 tập                                                     |

### Trò chơi điện tử
| Năm  | Tiêu đề                        | Role         | Notes |
| ---- | ------------------------------ | ------------ | ----- |
| 2011 | Captain America: Super Soldier | Bucky Barnes | Voice |

### Video ca nhạc
| Năm  | Tiêu đề        | Vai diễn  | Nghệ sỹ           |
| ---- | -------------- | --------- | ----------------- |
| 2008 | "Wake Up Call" | Boyfriend | Hayden Panettiere |